# Сумчатые кроты
Сумчатые кроты (лат. Notoryctes) — род сумчатых млекопитающих. В него входят два вида, являющиеся единственными представителями одноимённых отряда (Notoryctemorphia) и семейства (Notoryctidae). Это единственные австралийские сумчатые, ведущие подземный образ жизни.
В роде сумчатых кротов 2 вида:
- Notoryctes typhlops Stirling, 1889 — Сумчатый кротtypus,
- Notoryctes caurinus Thomas, 1920 — Северный сумчатый крот,

которые различаются только размерами (первый несколько крупнее) и некоторыми особенностями строения тела. Несмотря на то, что сумчатый крот издавна был известен аборигенам, к учёным он попал только в 1888 году, когда животновод с Северной Территории случайно нашёл спящего зверька под кустом.
По внешнему облику и образу жизни сумчатый крот крайне похож на африканских златокротов (Chrysochloridae), однако не является их родственником. Их сходство — пример конвергенции животных, принадлежащих к разным систематическим группам; обычные кроты в Австралии отсутствуют, и сумчатые кроты занимают их экологическую нишу.

## Внешний вид
Сумчатые кроты настолько отличаются от других сумчатых, что выделены в отдельный отряд. У них крепкое вальковатое тело, заканчивающееся маленьким (12—26 мм) коническим хвостом. Длина тела всего 15—18 см, а вес — 40—70 г. Шея короткая; пять шейных позвонков срослись, усиливая жёсткость шеи. Хвост жёсткий на ощупь, с кольцевыми чешуями и ороговевшим кончиком. Короткие пятипалые лапы хорошо приспособлены для рытья. Когти развиты неравномерно. III и IV пальцы передних конечностей вооружены большими треугольными когтями; с их помощью крот роет землю. На задних лапах когти уплощены, и нога приспособлена для отбрасывания вырытого песка. Волосяной покров у сумчатых кротов густой, мягкий и красивый. Его окраска меняется от белой до розовато-коричневой и золотистой. Красноватый оттенок ей придаёт железо, которым богат красный песок австралийских пустынь.
Голова у сумчатых кротов небольшая, конусовидная. На верхней стороне носа расположен роговой щиток жёлтого цвета, позволяющий кроту раздвигать мордой песок, не повреждая кожу. Ноздри небольшие, щелевидные. Недоразвитые глаза (1 мм в диаметре) скрыты под кожей; они не имеют хрусталика и зрачка, а зрительный нерв рудиментарен. Однако у сумчатого крота сильно развиты протоки слёзных желез — они орошают носовую полость и препятствует её загрязнению землёй. Наружных ушных раковин тоже нет, но под мехом имеются крохотные (около 2 мм) слуховые отверстия.
Выводковая сумка у сумчатых кротов небольшая, открывается назад, что препятствует попаданию в неё песка. Неполная перегородка разделяет её на два кармана; в каждом по одному соску. Самцы обладают рудиментом выводковой сумки — небольшой поперечной складкой кожи на брюхе. Мошонки у них нет, семенники располагаются в брюшной полости.

## Образ жизни и питание
Сумчатые кроты населяют песчаные пустыни северной и центральной частей Западной Австралии, Северную Территорию и запад Южной Австралии, чаще всего встречаясь среди барханов и приречных дюн.
Сумчатый крот вне сезона размножения не роет глубоких нор. Как правило, он будто «плывет» у самой поверхности песка, на глубине всего 8 см, изредка уходя на глубину более 2,5 м; при этом он раздвигает грунт головой и передними лапами и отбрасывает его назад задними лапами. Тоннеля за движущимся кротом не остается, но на поверхности песка появляется характерный тройной след. Перемещается сумчатый крот удивительно быстро и проворно — закапывающегося крота далеко не всегда удаётся поймать. На носу у него чаще всего имеется мозоль из-за применении головы в рытье ходов.
Сумчатый крот ведёт одиночный образ жизни; активен днем и ночью. Изредка его встречают на поверхности, особенно после дождя. Кормится он, как под землёй, так и на поверхности. Основу его рациона составляют черви, насекомые (стрекозы, жуки, бабочки-древоточцы) и их личинки, куколки муравьёв. Сумчатый крот очень прожорлив, и большую часть времени проводит в поисках пищи.
О размножении сумчатых кротов практически ничего неизвестно. Незадолго до появления потомства, самки роют довольно глубокие постоянные норы. Поскольку сумка у неё с двумя «отсеками», она, скорее всего, приносит не более 2 детёнышей. Продолжительность жизни сумчатого крота — 1,5 года.

## Другое
Численность сумчатых кротов неизвестна. Предположительно, они страдают от нападений одичавших кошек, лисиц и динго, а также от уплотнения грунта после прогонов скота и движения автотранспорта. В неволе они долго не живут, в природе скрытны, поэтому их биология и экология изучены очень слабо.
Филогенетические связи сумчатых кротов с другими сумчатыми остаются неясными. Молекулярные исследования, проведённые в 1980-х гг., показали, что они не имеют близких связей с другими группами современных сумчатых и, очевидно, обособились не менее 50 млн. лет назад. Однако некоторые морфологические особенности свидетельствуют об их родстве с бандикутами.
Костные останки предков сумчатых кротов были в 1985 году обнаружены в известняковых отложениях в Квинсленде. Они датируются миоценом. Однако, согласно реконструкциям климата, древние сумчатые кроты обитали не в пустыне, а в дождевых лесах, роя ходы в лесной подстилке.